# 麋鹿

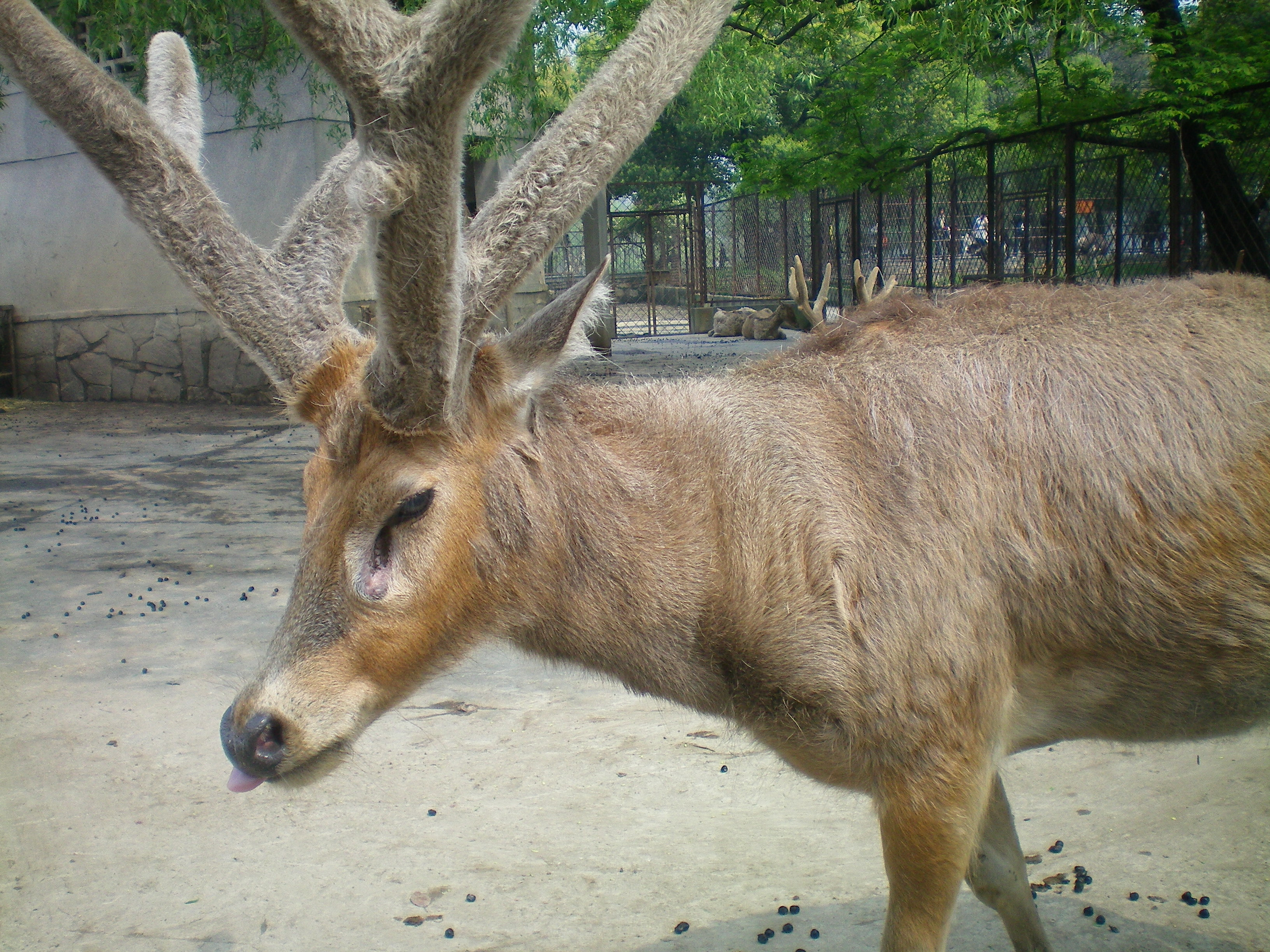
武汉动物园里的一头麋鹿

麋鹿（學名：Elaphurus davidianus）是一種鹿科麋鹿屬的動物，中國古代稱之為麈，別稱四不像，西方也稱之為大衛神父鹿。其体长达两米，重300公斤。常和馴鹿混淆。
麋鹿原生于中国长江中下游的沼泽地带，以青草或水草为食，有时也到海中衔食海藻。曾经广布于东亚地区。后来由于自然气候变化和人为因素，在汉朝末年就近乎绝种。元朝时，为供游猎，残余的麋鹿被捕捉运到皇家猎苑内饲养。到19世纪时，只剩下在北京南海子皇家猎苑内一群，并于20世纪初在中国野外绝种。西方传教士来华后将麋鹿引入欧洲，其中许多欧洲动物园的麋鹿被英国购买并繁殖到255头，形成稳定的种群，并在1983年将部分个体送回中国。目前世界麋鹿总数在大约5,000头，其中中国约有3,000头。

## 特征
麋鹿俗称四不像，其头脸细长似马、角多叉似鹿、颈长似骆驼（一說為蹄似牛）、尾端有黑毛，似驴。成年麋鹿体长可达1.9至2.2公尺，體重可達135至200千克。雄性有角，且每年最多有两副，夏季的较大，并在六至八月的發情期結束後，於十一月脱落；若有第二副角，則會在一月前生長完全并在数星期后脱落。夏季毛为红棕色，冬季毛较粗浓，呈灰黑色。
麋鹿四肢粗大：主蹄宽大能分开，多肉，趾间有皮腱膜，有很发达的悬蹄，行走时带有响亮的磕碰声；侧蹄发达，适宜在沼泽地中行走和活动；长而多毛的尾，利于驱赶飞扰的昆虫。

## 历史
麋鹿在晚上新世出现在东亚地区，曾经相当繁盛。其分布东至日本，西至今前苏联地区，南至南海及台湾，北至黑龙江流域。后来分布因为气候变化而变小，在数千年前仅分布于黄河与长江流域。而之后人类社会发展，而麋鹿生活的湿地土地肥沃，是开发的主要对象，从而造成栖息地的丧失与捕猎的增加。本来就很稀少脆弱的麋鹿在汉朝末年就近乎绝种。元朝时，蒙古士兵将残余的麋鹿捕捉运到北方以供游猎。在自然界已经灭绝。到19世纪时，只剩下在北京南苑内一群，约200-300头。
1866年（清同治五年），法国传教士兼动植物学者大衛神父（他也是第一个认识到大熊猫的西方人）在南苑重新“发现”这些麋鹿，将其带回欧洲并命拉丁种名。為了紀念大衛神父，阿爾方斯·米爾恩·愛德華茲將麋鹿命名為“大衛神父鹿”（Père David's deer）。除法国外，英国、比利时、德国、日本等国公使也从南苑获得数只，养育在欧洲和日本等地的动物园中。1894年永定河爆发洪水，冲毁南苑围墙，许多麋鹿逃散出去，成为饥民的果腹之物；1900年八国联军侵华战争期间，残存的麋鹿全部被人為捕杀，麋鹿从中国本土彻底灭绝。
1898年，英国的十一世贝德福德公爵赫布兰德·罗素（当时担任伦敦动物学协会主席）将流散到巴黎、安特卫普、柏林和科隆的18头麋鹿全部购回，放养到属于自己家族名下的沃本修道院庄园（又称乌邦寺庄园）中。两次大战中大多数欧洲国家动物园中的麋鹿都死绝，但沃本修道院的种群在贝德福德公爵家族的保护下未受影响。至二战后，当地的麋鹿已经繁殖到255头，沃本修道院开始将麋鹿向各国动物园疏散。
1956年，沃本修道院赠送给北京动物园四只麋鹿。1985年，贝德福德公爵家族再次向北京提供22只麋鹿，并放养到北京大兴区南海子（原北京南苑），成立北京南海子麋鹿苑。1986年英国又提供39只，在江苏省大豐麋鹿國家級自然保護區放养；1987年又提供18只。在2009年1月8日，一隊科學考察團曾於洞庭湖發現由保護區逃出再經繁衍的27頭野生麋鹿。回归后的麋鹿繁殖相当快，1991年中国政府又在湖北省石首市天鹅洲成立第三个麋鹿保护区，并于1993年和1994年分两次从北京南海子麋鹿苑迁来64只。
目前在中国的麋鹿总数已经繁殖达一万多头，在全世界则有大约5000头，仍然是一个濒危物种。

## 行為
麋鹿在生殖的生理機制這方面與其他溫帶動物相差無幾，其機制有助於其適應高緯度環境。

### 誕生與壽命
麋鹿的妊娠期約莫九個月（280天），少有雙胞胎，其妊娠期比起其他鹿類長許多，但獐鹿例外。

## 其他
麋鹿一詞在大眾媒體中經常作為駝鹿的俗稱出現，如麋鹿測試。

### 文化
在中国，因为麋鹿面似马，蹄似牛（一說為颈长似骆驼），角似鹿，尾似驴，所以麋鹿又叫做四不像，被认为是一种靈獸。最为著名的形象是古典小說《封神演義》裡姜子牙的坐騎四不像，增添了它的神秘。

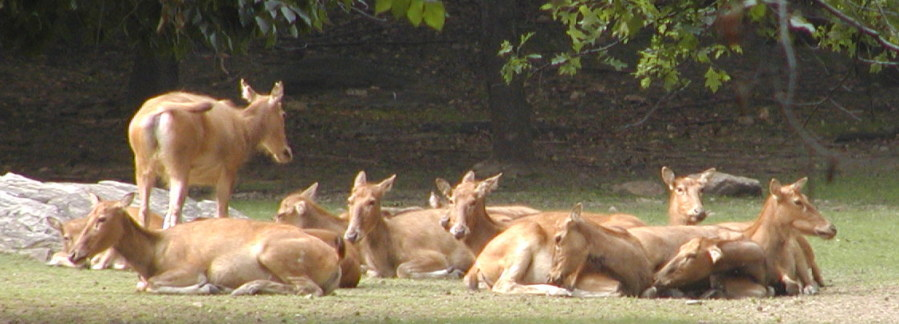
麋鹿

《白虎通德论·卷四·乡射》：「天子射熊，諸侯射麋……」麋是僅次於熊的高級獵物。

## 参看
- 叶麂——為世界上最小的鹿。[11]
- 羅賓·羅素，第十四代貝德福德公爵
- 北京麋鹿生态实验中心
- 江苏大丰麋鹿国家级自然保护区
- 湖北石首麋鹿国家级自然保护区